# Ernst Hasse
Ernst Hasse, nemški general, * 7. julij 1867, † 11. april 1945.